# This Is Acting
This Is Acting је седми студијски албум аустралијске кантауторке Сије. Издавачке куће Inertia, Monkey Puzzle и RCA Records објавиле су га 29. јануара 2016. године. Углавном је састављен од песама које је Сија написала за друге извођаче поп музике, који их нису издали на својим албумима. Писање песама за друге описала је као „глумачку улогу”, по чему је албум и добио назив.
Alive, водећи сингл албума, објављен је 24. септембра 2015. Други сингл, Cheap Thrills, објављен 11. фебруара 2016, био је у топ 5 на многим тржиштима и постао Сијина прва песма која је достигла на прво место америчке рекордне листе Билборд хот 100. У ремиксованој верзији сингла као гостујући вокал се појављује Шон Пол. Специјално издање албума објављено је 21. октобра 2016. године са седам нових нумера, укључујући ремикс сингла Cheap Thrills и две верзије песме The Greatest, од којих је једну самостално извела, а другу са Кендриком Ламаром. Четврти сингл, Move Your Body објављен је 6. јануара 2017. Cheap Thrills и The Greatest нашли су се на топ 5 листи у бројним земљама, а Alive и Move your Body међу 100 најбољих у великом броју земаља.
This Is Acting је генерално добио позитивне критике музичких критичара, који су похвалили Сијино вокално умеће, а албум описали концептуалним. Међутим, неки су критиковали безличну и индиректну природу песама. Албум се нашао на првом месту у Аустралији, а такође је стигао и до четвртог на рекордној листи Билборд 200, са укупно 81.000 продатих примерака по еквивалентним јединицама албума у првој недељи — од којих је 68.000 купљено као самостални албум, што је постала Сијина највећа зарада у првој недељи. Како би додатно промовисала албум, Сија је у септембру 2016. године започела турнеју „Nostalgic for the Present Tour”. This Is Acting је номинован за награду Греми у категорији „најбољи поп вокални албум”.

## Историја издавања
| Регија | Датум            | Формат                  | Верзија    | Дискографска кућа         | Реф.  |
| ------ | ---------------- | ----------------------- | ---------- | ------------------------- | ----- |
| Свет   | 29. јануар 2016. | CD дигитално преузимање | стандардна | Inertia Monkey Puzzle RCA | [ 4 ] |
| Свет   | 21. октобар 2016 | CD дигитално преузимање | делукс     | Inertia Monkey Puzzle RCA | [ 5 ] |